# NBA G League Sportsmanship Award
De NBA G League Sportsmanship Award of ook de Jason Collier Sportsmanship Award is een jaarlijkse basketbalprijs die wordt uitgereikt aan de speler die het meest sportieve gedrag toonde tijdens het seizoen van de NBA G League. De eerste winnaar was Mike Wilks van de Huntsville Flight in 2002. De prijs werd in 2005 vernoemd naar Jason Collier die toen pas was overleden.

## Erelijst
| Seizoen | Speler             | Club                     |
| ------- | ------------------ | ------------------------ |
| 2001/02 | Mike Wilks         | Huntsville Flight        |
| 2002/03 | Billy Thomas       | Greenville Groove        |
| 2003/04 | Niet uitgereikt    | Niet uitgereikt          |
| 2004/05 | Niet uitgereikt    | Niet uitgereikt          |
| 2005/06 | Ime Udoka          | Fort Worth Flyers        |
| 2006/07 | Roger Powell       | Arkansas RimRockers      |
| 2007/08 | Billy Thomas       | Colorado 14ers           |
| 2008/09 | Will Conroy        | Albuquerque Thunderbirds |
| 2009/10 | Andre Ingram       | Utah Flash               |
| 2010/11 | Larry Owens        | Tulsa 66ers              |
| 2011/12 | Moses Ehambe       | Iowa Energy              |
| 2012/13 | Ron Howard         | Fort Wayne Mad Ants      |
| 2013/14 | Ron Howard         | Fort Wayne Mad Ants      |
| 2014/15 | Renaldo Major      | Bakersfield Jam          |
| 2015/16 | Scott Suggs        | Raptors 905              |
| 2016/17 | Keith Wright       | Westchester Knicks       |
| 2017/18 | C.J. Williams      | Agua Caliente Clippers   |
| 2018/19 | Gabe York          | Lakeland Magic           |
| 2019/20 | Ivan Rabb          | Westchester Knicks       |
| 2020/21 | Galen Robinson Jr. | Austin Spurs             |
| 2021/22 | Andre Ingram       | South Bay Lakers         |
| 2022/23 | Nate Pierre-Louis  | South Bay Lakers         |
| 2023/24 | Gabe Osabuohien    | Cleveland Charge         |
| 2024/25 | Galen Robinson Jr. | Birmingham Squadron      |

## Meervoudige winnaars
| Aantal | Speler       | Jaren      |
| ------ | ------------ | ---------- |
| 2      | Billy Thomas | 2003, 2008 |
| 2      | Ron Howard   | 2013, 2014 |
| 2      | Andre Ingram | 2010, 2022 |

## Winnaars per club
| Aantal | Club                     | Jaren      |
| ------ | ------------------------ | ---------- |
| 2      | Fort Wayne Mad Ants      | 2013, 2014 |
| 2      | Westchester Knicks       | 2017, 2020 |
| 2      | South Bay Lakers         | 2022, 2023 |
| 1      | Huntsville Flight        | 2002       |
| 1      | Greenville Groove        | 2003       |
| 1      | Fort Worth Flyers        | 2006       |
| 1      | Arkansas RimRockers      | 2007       |
| 1      | Colorado 14ers           | 2008       |
| 1      | Albuquerque Thunderbirds | 2009       |
| 1      | Utah Flash               | 2010       |
| 1      | Tulsa 66ers              | 2011       |
| 1      | Iowa Energy              | 2012       |
| 1      | Bakersfield Jam          | 2015       |
| 1      | Raptors 905              | 2016       |
| 1      | Agua Caliente Clippers   | 2018       |
| 1      | Lakeland Magic           | 2019       |
| 1      | Austin Spurs             | 2021       |
| 1      | Cleveland Charge         | 2024       |
| 1      | Birmingham Squadron      | 2025       |